# SanDisk Sansa Clip
SanDisk Sansa Clip цифровий аудіо плеєр з вмонтованою флеш пам'яттю, який випускається відомим виробником флеш-носіїв компанією SanDisk.

## Короткий опис
Sansa Clip також відомий як m300 був вперше представлений 9 жовтня 2007 року. Плеєр досить малий за габаритами і своєю формою нагадує iPod shuffle другого покоління, але наявність прищіпки яку можна зняти та OLED дисплею на якому вміщається 4 рядки (зверху 1 рядок жовтого кольору та 3 — синього) якісно відрізняють його від даного конкурента. Також в Clip присутній FM тюнер з можливість запису радіопередач і вмонтований мікрофон. Записані дані зберігаються в нестиснутому форматі у контейнері WAV. Плеєр комплектується флеш-пам'ятю ємність 1 GB, 2 GB, 4 GB. В листопаді 2008 появилась версія плеєра з 8GB пам'яті.
Варто зазначити, що 1Gb = 1 000 000 Mb, а не звичні для комп'ютерного світу 1 024 000 Mb.
Плеєр має 2 режими синхронізації з комп'ютером: MTP (протокол розроблений компанією Майкрософт для полегшення синхронізації медіа даних з комп'ютером) та MSC (в даному режимі плеєр відображається як звичайний носій даних).
Плєер доступний у таких кольорах, як чорний, срібний, синій, рожевий та червоний.
В комплект поставки входять: плеєр, навушники (досить високої якості звучання), USB 2.0 кабель для підключення до комп'ютера, диск з програмним забезпеченням (Windows Media Player 11), інструкцією користувача та гарантійним талоном.

## Повні технічні характеристики плеєра
Розміри (у дюймах): 2.17" x 1.35" x .65"
Формати аудіо файлів: MP3, OGG, FLAC, WMA, secure WMA та Audible
Обсяг пам'яті: 1GB • 2GB • 4GB • 8GB
Кольори: Чорий, Рожевий, Червоний, Синій, Срібний
Батарея забезпечує: 15 годин відтворення музики (залежить від версії прошивки та формату відтворюваних файлів)
Гніздо для навушників: 1
Динамік: відсутній
Радіо: FM тюнер/20 пресетів (можливість змінювати тип частот — USA, Japan, World)
Запис: Вбудований мікрофон
Музичні сервіси: Більшість
Підтримка інтернет радіо: відсутня
Аудіо книжки: Audible (також можуть використовуватись аудіо книжки інших підримуваних форматів)